# Ліхтенштейн на зимових Олімпійських іграх 1968
Ліхтенштейн брав участь у Зимових Олімпійських іграх 1968 року у Греноблі (Франція), але не завоював жодної медалі. Князівство представляли 9 спортсменів (8 чоловіків та 1 жінка) у змаганнях із гірськолижного та санного спорту.

### Гірськолижний спорт
Чоловіки
| Спортсмен           | Змагання           | 1-а гонка | 1-а гонка | 2-а гонка | 2-а гонка | Підсумок | Підсумок |
| Спортсмен           | Змагання           | Час       | Місце     | Час       | Місце     | Час      | Місце    |
| ------------------- | ------------------ | --------- | --------- | --------- | --------- | -------- | -------- |
| Арнольд Бек         | Швидкісний спуск   |           |           |           |           | DNF      | —        |
| Ганс-Вальтер Шедлер | Швидкісний спуск   |           |           |           |           | DNF      | —        |
| Вольфганг Ендер     | Швидкісний спуск   |           |           |           |           | 2:08.08  | 37       |
| Йозеф Гасснер       | Швидкісний спуск   |           |           |           |           | 2:06.91  | 33       |
| Ганс-Вальтер Шедлер | Гігантський слалом | 2:01.38   | 68        | 1:55.58   | 44        | 3:56.96  | 57       |
| Альберт Фрік        | Гігантський слалом | 1:57.75   | 60        | 1:58.15   | 57        | 3:55.90  | 56       |
| Йозеф Гасснер       | Гігантський слалом | 1:51.10   | 37        | 1:51.28   | 28        | 3:42.38  | 31       |
| Вольфганг Ендер     | Гігантський слалом | 1:50.57   | 36        | 1:52.86   | 37        | 3:43.43  | 32       |

Чоловічий слалом
| Спортсмен           | 1-а спроба | 1-а спроба | -а спроба | -а спроба | Фінал      | Фінал      | Фінал      | Фінал      | Фінал      | Фінал      |
| Спортсмен           | Час        | Місце      | Час       | Місце     | Час 1      | Місце      | Час 2      | Місце      | Підсумок   | Місце      |
| ------------------- | ---------- | ---------- | --------- | --------- | ---------- | ---------- | ---------- | ---------- | ---------- | ---------- |
| Ганс-Вальтер Шедлер | 56.07      | 3          | 55.21     | 2         | не пройшов | не пройшов | не пройшов | не пройшов | не пройшов | не пройшов |
| Йозеф Гасснер       | DNF        | —          | 57.74     | 2         | не пройшов | не пройшов | не пройшов | не пройшов | не пройшов | не пройшов |
| Вольфганг Ендер     | 55.55      | 3          | 56.73     | 1 QF      | 53.67      | 32         | DSQ        | —          | DSQ        | —          |

Жінки
| Спортсмен   | Змагання           | 1-а гонка | 1-а гонка | 2-а гонка | 2-а гонка | Підсумок | Підсумок |
| Спортсмен   | Змагання           | Час       | Місце     | Час       | Місце     | Час      | Місце    |
| ----------- | ------------------ | --------- | --------- | --------- | --------- | -------- | -------- |
| Марта Бюлер | Швидкісний спуск   |           |           |           |           | 1:53.53  | 38       |
| Марта Бюлер | Гігантський слалом |           |           |           |           | 2:06.20  | 33       |
| Марта Бюлер | Слалом             | 55.24     | 34        | 54.20     | 25        | 1:49.44  | 28       |

### Санний спорт
Чоловіки
| Спортсмен    | 1-й заїзд | 1-й заїзд | 2-й заїзд | 2-й заїзд | 3-й заїзд | 3-й заїзд | Загальний результат | Загальний результат |
| Спортсмен    | Час       | Місце     | Час       | Місце     | Час       | Місце     | Час                 | Місце               |
| ------------ | --------- | --------- | --------- | --------- | --------- | --------- | ------------------- | ------------------- |
| Юліус Шедлер | DNF       | —         | —         | —         | —         | —         | DNF                 | —                   |
| Симон Бек    | 1:03.52   | 43        | 1:04.54   | 44        | 1:03.59   | 43        | 3:11.65             | 41                  |
| Вернер Зеле  | 1:00.92   | 35        | 1:01.27   | 35        | 1:01.69   | 39        | 3:03.88             | 36                  |